# Светско првенство у фудбалу 2010 — група Х
Група Х на Светском првенству у фудбалу 2010. је играла своје утакмице између 15. јуна и 25. јуна 2010. Група је састављена од репрезентација Шпаније, Швајцарске, Хондураса и Чилеа. Прва два тима из групе су прошла у другу фазу такмичења (осмина финала). Први из групе је играо са другим из групе Г, док је други из групе Х играо са првим из групе Г.

## Састави
- Састави репрезентација групе Х

## Табела
|    | Табела групе Х | И | Д | Н | И | ДГ | ПГ | ГР | Бод. |
| -- | -------------- | - | - | - | - | -- | -- | -- | ---- |
| 1. | Шпанија        | 3 | 2 | 0 | 1 | 4  | 2  | +2 | 6    |
| 2. | Чиле           | 3 | 2 | 0 | 1 | 3  | 2  | +1 | 6    |
| 3. | Швајцарска     | 3 | 1 | 1 | 1 | 1  | 1  | 0  | 4    |
| 4. | Хондурас       | 3 | 0 | 1 | 2 | 0  | 3  | -3 | 1    |

Сва времена су локална (UTC+2)

## Хондурас - Чиле
| Хондурас | 0:1        | Чиле        |
| -------- | ---------- | ----------- |
|          | (извештај) | Босежур 34’ |

## Шпанија - Швајцарска
| Шпанија | 0:1        | Швајцарска    |
| ------- | ---------- | ------------- |
|         | (извештај) | Фернандес 52’ |

## Чиле - Швајцарска
| Чиле         | 1:0        | Швајцарска |
| ------------ | ---------- | ---------- |
| Гонзалез 75’ | (извештај) |            |

## Шпанија - Хондурас
| Шпанија      | 2:0        | Хондурас |
| ------------ | ---------- | -------- |
| Виља 17’ 51’ | (извештај) |          |

## Чиле - Шпанија
| Чиле      | 1:2        | Шпанија                 |
| --------- | ---------- | ----------------------- |
| Миљар 47’ | (извештај) | Виља 24’ · Инијеста 37’ |

## Швајцарска - Хондурас
| Швајцарска | 0:0        | Хондурас |
| ---------- | ---------- | -------- |
|            | (извештај) |          |